# Tamuning
Tamuning (Chamorro :Tamuneng), aussi connue sous le nom de Tamuning-Tumon-Harmon est l’une des dix-neuf villes du territoire des États-Unis de Guam.